# Celso Lagar Arroyo
Celso Lagar Arroyo (Ciudad Rodrigo, 1891 - Sevilla, 1966) fou un pintor espanyol expressionista de "l'escola de París". Residí a París la major part de la seva vida, on hi va conèixer Picasso i Amedeo Modigliani. Es va casar amb l'escultora francesa Hortense Bégué. Pintà sobretot paisatges i bodegons.

## Biografia
Des de la seva ciutat natal de Ciudad Rodrigo va marxar a Madrid per formar part del taller d'un dels millors escultors del moment, Miquel Blay. Durant 1910 i 1911 va visitar Barcelona. Més tard va estudiar escultura a París el 1911 aconsellat per Blay, on va conèixer Joseph Bernard, el seu amic Amedeo Modigliani i la seva futura dona, l'escultora francesa Hortense Begué. Fou precisament en aquest moment quan, gradualment, abandonà l'escultura en favor de la pintura.
L'esclat de la Primera Guerra Mundial suposà, en la vida i obra de Celso Lagar, l'inici d'una nova etapa.
Va romandre a Barcelona durant la guerra, on aconseguí un cert reconeixement, que li permeté retornar a París. El 1919 s'assentà definitivament a França. La seva època, fins a finals dels anys 30, fou el moment de major esplendor de l'artista: aconseguí exposar ls seves obres en les millors galeries parisenques i la seva producció era abundant i constant.
Tant a la seva residència a París com, des de 1928, a les seves estades a Normandia, desenvolupà una producció artística amb uns temes molt concrets: bodegons, reminiscències espanyoles, paisatges i les seves celebrades escenes circenses.
Passat ja el període d'influències avantguardistes de tota classe (cubisme, fauvisme, vibracionisme, biologisme, simultaneïsme, ultraísta…), Celso Lagar trobà un camí propi marcat fonamentalment per la inspiració goyesca i picasiana. El reconeixement de crítica i públic augmentà.
Amb l'inici de la Segona Guerra Mundial finalitzà la seva època daurada. Lagar i Hortense van ser obligats a refugiar-se als Pirineus enmig d'unes condicions de vida molt difícils. El retorn, després de l'alliberament de París, no va tenir tanta repercussió. Lagar continuà amb els mateixos temes i tècniques d'abans de la guerra però el públic ja buscava nous continguts. A poc a poc, l'èxit es difuminà i les penúries econòmiques afectaren a la parella.
La seva dona Hortense ingressà a l'hospital Broca, i morí el 1955. Lagar caigué en una profunda depressió i ingressà en al psiquiàtric de Sainte Anne. La seva labor artística finalitzà completament.
En aquest moment, per ordre judicial, es realitzaren dues subhastes de les obres que romanien en el seu taller, per pagar la seva estada en el manicomi. A l'octubre de 1964 tornà a Espanya i visqué a Sevilla amb una germana fins a la seva mort el 6 de setembre de 1966.

## Obres
Els seus quadres es troben en nombrosos museus de tot Europa, com: La Rochelle, Museu Goya a Castris, Honfleur (França), Petit-Palais de Ginebra, Museu Nacional Centre d'Art Reina Sofia, la Casa Lis de Salamanca, Museu Carmen Thyssen (Màlaga), al Museu d'Art de Sabadell, al Museu Abelló de Mollet del Vallès i en prestigioses col·leccions com la de Crane Kallman (Londres) o Zborowski (París).
A la Fundació Rafael Masó de Girona es pot contemplar l'aquarel·la Home amb un bou (1916), pertanyent a la família Masó Bru, arrel de l'exposició que el pintor va dur a terme a la Societat Athenea la primavera de 1815.
Va ser il·lustrador de diverses revistes, entre elles, les catalanes Revista Nova, Un enemic del Poble i Troços.